# Talanta
Talanta è una rivista scientifica dedicata alla chimica analitica nata nel 1958.
È pubblicata dalla Elsevier ed escono 15 numeri all'anno. Nel 2014 il fattore d'impatto della rivista era di 3,545.

## Contenuti
La rivista pubblica articoli di ricerca, review e short communication nel campo della chimica analitica pura e applicata.